# Чемпіонат світу з напівмарафону 2018

Офіційна трансляція

Чемпіонат світу з напівмарафону 2018 був проведений 24 березня у Валенсії на шосейній трасі, прокладеній вулицями міста.
ІААФ офіційно оголосила про надання іспанському місту права проводити чемпіонат 10 березня 2016. В боротьбі за право проведення першості також брали участь польський Сопот та данський Копенгаген.
Чемпіонат став рекордним за кількістю учасників (279). Попередній рекордний показник участі (254 спортсмени) був у 1993 на другому чемпіонаті світу в бельгійському Брюсселі.
За регламентом змагань, кожна країна могла виставити по 5 учасників серед чоловіків та жінок. Спочатку стартували жінки-учасниці чемпіонату, а через 25 хвилин — чоловіки-учасники чемпіонату та одночасно відбувся масовий старт всіх бажаючих бігунів, які попередньо зареєструвались для участі в забігу.
Нецанет Гудета встановила новий світовий рекорд для півмарафонських забігів за участі тільки жінок — 1:06.11, перевершивши на 14 секунд попереднє досягнення, яке належало Лорні Кіплагат з Нідерландів та було встановлено на аналогічному чемпіонаті у 2007.
Джеффрі Камворор став чемпіоном світу з напівмарафону втретє поспіль. До цього це вдавадлось лише рекордсменові світу Зерсенаю Тадесе з Еритреї, який ставав чемпіоном 4 рази поспіль з 2006 по 2009. Унікальність же досягнення кенійця в тому, що він став тричі поспіль чемпіоном вперше з 2010 року, коли проведення чемпіонату було переведене на дворічний цикл.
Україну на чемпіонаті представляли двоє чемпіонів України-2017 з напівмарафону — дніпропетровчанин Роман Романенко та львів'янка Софія Яремчук. Атлети посіли 70 та 71 місця відповідно, обидва — з найкращими результатами в сезоні (це була їх перша напівмарафонська дистанція цього року).

## Призери

### Чоловіки
| Першість | Золото                                            | Золото     | Срібло                                                    | Срібло     | Бронза                                          | Бронза     |
| -------- | ------------------------------------------------- | ---------- | --------------------------------------------------------- | ---------- | ----------------------------------------------- | ---------- |
| Особиста | Джеффрі Камворор Кенія                            | 1:00.02 SB | Абрахам Черобен Бахрейн                                   | 1:00.22 SB | Арон Кіфле Еритрея                              | 1:00.31 PB |
| Командна | Ефіопія Джемал Їмер Гетанех Молла Бетесфа Гетахун | 3:02.14    | Кенія Джеффрі Камворор Леонард Барсотон Барселіус Кип'єго | 3:02.40    | Бахрейн Абрахам Черобен Авеке Аялев Альберт Роп | 3:02.52    |

### Жінки
| Першість | Золото                                             | Золото     | Срібло                                                 | Срібло  | Бронза                                      | Бронза     |
| -------- | -------------------------------------------------- | ---------- | ------------------------------------------------------ | ------- | ------------------------------------------- | ---------- |
| Особиста | Нецанет Гудета Ефіопія                             | 1:06.11 WR | Джойсілін Джепкосгей Кенія                             | 1:06.54 | Паулін Камулу Кенія                         | 1:06.56 PB |
| Командна | Ефіопія Нецанет Гудета Зейнеба Їмер Месерет Белете | 3:22.27    | Кенія Джойсілін Джепкосгей Паулін Камулу Рут Чепнгетіч | 3:23.02 | Бахрейн Юніс Чумба Десі Моконін Даліла Госа | 3:23.39    |